# ハリー・ジェフラ
ハリー・ジェフラ（Harry Jeffra、本名：Ignacius Pasquali Guiffi、1914年11月30日 - 1988年9月）は、アメリカ合衆国出身の元プロボクサー。元世界バンタム級、フェザー級チャンピオン。2階級制覇者。

## 来歴
メリーランド州ボルティモア生まれ。イタリア系。ゴルファー志望からボクシングへ転向。アマから1933年プロ入り。プロ入り後は25連勝と躍進。
1937年9月23日、シクスト・エスコバルに判定勝ちして世界バンタム級チャンピオンとなるが、翌年2月20日の再戦で奪回される。
階級をフェザーに上げ、1938年9月28日、ジョーイ・アーチボルトの持つ世界フェザー級王座に挑んだが判定負け。1940年5月20日、アーチボルトに再挑戦を試みて成功、同タイトルを獲得して2階級制覇を達成した。
しかし、1941年5月12日のラバーマッチでは勝てず、アーチボルトに王座を奪い返された。

## 通算戦績
92勝（27KO）20敗7引分け1無効